# 797 до н. е.

## Події
- Агаместор став царем Афін після смерті батька, царя Теспієя;
- Похід Адад-Нірарі III у вавилонську область Намру (Намар).
- Ардіс I (Ardysus I) став першим королем королівства Лідія

## Померли
- Йоас — цар Юдейського царства.